# The Tocher (compositie)
The Tocher is een klassiek muziekstuk uit 1935 van Benjamin Britten. Britten componeerde The Tocher in 4 dagen in juli 1935.
De geluidsexpert van GPO Film Unit wees Britten op de mogelijkheid filmmuziek te schrijven voor een film van de Duitse filmmaker Lotte Reiniger. Het leek hem wel leuk daarvoor bewerkingen te maken van composities van Gioacchino Rossini. Britten ging daarop in en kwam met een vijfdelige compositie aan, waarin bijvoorbeeld Wilhelm Tell Ouverture doorklinkt. Het is geschreven voor een kamerensemble met een tekstloos jongenskoor. Tussen de delen zijn cadenza's te horen van dwarsfluit, hobo en klarinet. De film gaat over een bruidsschat en de Schotse zuinigheid. De film werd gemaakt voor de Post Office Savings Bank.

## Delen
1. Allegro brillante;
2. Allegretto;
3. Allegretto;
4. Bolero: Allegro moderato;
5. Allegro con brio.

Het werk wordt ook wel Rossini Suite genoemd en duurt krap 10 minuten. De muziek klinkt in het geheel niet 20e-eeuws. Uiteindelijk zouden alleen de delen 1, 2 en 5 gebruikt worden in de film. Delen van deze kleine suite werden door Britten gebruikt voor Soirées musicales en Matinées musicales. De eerste uitvoering van het werk vond plaats op 20 juli 1935, zijnde de opname in de studio.

## Orkestratie
- jongenskoor
- 1 dwarsfluit/ piccolo), 1 hobo, 1 Bes/A-klarinet
- hoorns, trompetten, trombones, tuba
- 2 man/vrouw percussie, (tempelblok, woodblock, kleine trom, grote trom, xylofoon, triangel, tamboerijn, castagnetten, bekken)

## Discografie
- Uitgave NMC Recordings